# The Perfect General
The Perfect General est un jeu vidéo de type wargame développé par Mark Baldwin et publié en 1991 sur Amiga et PC par Quantum Quality Productions aux États-Unis et par Ubisoft en Europe. Avec Modem Wars (1988) et Populous (1989), il fait partie des premiers jeux vidéo à implémenter un mode deux joueurs en réseau local par connexion modem nul sur ordinateurs.
Une suite, The Perfect General II est sortie en 1994. Une réédition du jeu par Killer Bee Software est sortie en 2003 sur Windows.

## Accueil
| The Perfect General |      |       |
| Média               | Pays | Notes |
| Amiga Format        | RU   | 82 %  |
| CU Amiga            | US   | 83 %  |
| Amiga Power         | RU   | 75 %  |
| Joystick            | FR   | 93 %  |
| Gen4                | FR   | 81 %  |